# Кристиан Вулф
Кристиан Вилхелм Валтер Вулф (на немски: Christian Wilhelm Walter Wulff) е германски политик от консервативния Християн-демократически съюз (ХДС), десети президент на Федерална република Германия. Юрист по образование, той е най-младият германски президент, както и първият изповядващ католическа вяра през последните 40 години (след Хайнрих Любке). Бивш министър-председател на провинция Долна Саксония.
Вулф заема мястото на подалия оставка Хорст Кьолер, полагайки клетва на 2 юли 2010, след изборите във Федералното събрание предходните дни. Въпреки подкрепата на канцлерката Ангела Меркел обаче, Вулф печели едва на трети тур срещу съперника си Йоахим Гаук, известен правозащитник, кандидат на опозиционните Социалдемократическа партия и Партия на Зелените, ползващ се със значителна популярност сред обществото. Подобно развитие в президентските избори в Германия се случва само за трети път от Втората световна война насам, и въпреки формалната победа, по-скоро се разглежда като тежък удар върху управляващата коалиция в Германия и лично за канцлера Меркел.
От декември 2011 е замесен в множество скандали, сред които опита за натиск над журналисти на влиятелния вестник Билд. Причина за това са разкритията, че е получил личен заем при изгодни условия и злоупотреба с длъжността по времето, когато е министър-председател на провинция Долна Саксония. На 16 февруари 2012 година прокуратурата на Хановер поисква имунитета на президента, за да може да разследва срещу него. След като всички партии с изключение на ХДС заявяват още на същия ден, че ще подкрепят това искане, на следващия ден Кристиан Вулф подава оставка.
Обявен е за почетен гражданин на град Тарс, Турция през 2014 г.